# Lastoursville
Lastoursville, pierw. Mandji, w latach 1883–1886 Maadiville – miasto w prowincji Ogowe-Lolo, w środkowym Gabonie, położone nad rzeką Ogowe.
Zostało założone jako skład niewolników o nazwie Mandji, w 1883 zmieniono nazwę na Maadiville, ostatecznie w 1886 przybrało swoją dzisiejszą nazwę na cześć François Rigaila de Lastoursa. Wyrosło jako centrum produkcji oleju palmowego, wkrótce stało się także ważnym centrum misyjnym. Lastoursville jest również znane ze swych jaskiń. Miasto jest położone na wysokości 206 m.
Miasto według spisu z 1993 liczyło 6053 mieszkańców, według szacunków na 2008 rok liczy ok. 10 288 mieszkańców.